# Marina Piller
Marina Piller (Tolmezzo, 17 novembre 1984) è un'ex fondista italiana.

## Biografia
Nata a Tolmezzo, in provincia di Udine, nel 1984, ha partecipato alle prime gare internazionali a fine 2001, a 17 anni.
Nel 2002 ha partecipato ai Mondiali juniores di Schonach, in Germania, arrivando 45ª nel 1 km, 57ª nella 5 km e 35ª nella 15 km. L'anno successivo, a Sollefteå, in Svezia, ha terminato 38ª nel 1 km e 37ª nella 15 km. Nel 2004 a Stryn, in Norvegia, ha chiuso invece 25ª nel 1 km e 8ª nella 5 km, non terminando la 15 km.
Il 14 gennaio 2006 ha debuttato in Coppa del Mondo a Tesero, nella 15 km. 
Nello stesso anno ha preso parte ai Mondiali Under-23 di Kranj, in Slovenia, arrivando 17ª nel 1 km, 29ª nella 10 km e 12ª nella staffetta 2x7.5 km. Nella stessa competizione, l'anno successivo a Tarvisio ha vinto la medaglia di bronzo nella 10 km, partecipando anche alla 15 km, conclusa in 17ª posizione.
Nel 2013 ha partecipato per la prima volta ai Mondiali senior, in Val di Fiemme, ottenendo come miglior risultato la 5ª posizione nello sprint a squadre, insieme a Ilaria Debertolis e partecipando anche alla 10 km, conclusa al 20º posto e alla staffetta 4x5 km, terminata in 8ª posizione. Nello stesso anno ha ottenuto i migliori piazzamenti in Coppa del Mondo: un 66º posto in Coppa del Mondo di sci di fondo e un 45º in Coppa del Mondo di distanza.
A 29 anni ha preso parte ai Giochi olimpici di Soči 2014, in 4 gare: la 10 km, terminata al 31º posto in 31'07"6, la 15 km skiathlon, dove è arrivata 16ª in 40'14"0, la 30 km, conclusa al 25º posto in 1h14'44"7 e la staffetta 4x5km, dove, insieme a Elisa Brocard, Ilaria Debertolis e Virginia De Martin Topranin ha terminato in 8ª posizione in 55'19"9. Tutti questi risultati sono stati successivamente annullati a seguito di una squalifica per doping.
A inizio 2015 ha partecipato al suo secondo Mondiale, a Falun, in Svezia, ottenendo un 13º posto nella 10 km, un 40º nello skiathlon 15 km e un 9º nella staffetta 4x5 km.
A fine 2015 ha annunciato il ritiro dall'attività agonistica. Ad aprile 2016 è diventata madre della sua prima figlia, Gaia.
Nel 2018 la sciatrice è stata squalificata dalla Federazione internazionale sci per violazione delle norme antidoping (irregolarità del passaporto biologico): è stata squalifica per due anni e tutti i suoi risultati successivi alla stagione 2012-2013 sono stati annullati.

## Palmarès

### Coppa del Mondo
- Miglior piazzamento nella Coppa del Mondo di sci di fondo: 66ª nel 2013.
- Miglior piazzamento nella Coppa del Mondo di distanza: 45ª nel 2013.